# Saint-Léger-Triey
Saint-Léger-Triey è un comune francese di 209 abitanti situato nel dipartimento della Côte-d'Or nella regione della Borgogna-Franca Contea.

## Società

### Evoluzione demografica
Abitanti censiti